# KRS-One
KRS-One (nacido como Lawrence Krisna Parker el 20 de agosto de 1965 en el Bronx, New York) es un rapero afroamericano de origen jamaicano. Durante su carrera ha sido conocido por muchos seudónimos, como Kris Parker, KRS-ONE, The Blastmaster y The Teacha. KRS-One es un acrónimo de "'K'nowledge 'R'eigns 'S'upreme 'O'ver 'N'early 'E'veryone". KRS-One es una figura muy significativa en la comunidad del hip hop y muchos artistas y críticos le consideran como la representación de la 'esencia' de un MC y como uno de los mejores raperos de la historia del hip hop.
Miembro original del grupo Boogie Down Productions, es conocido por tocar temas sociales en sus letras.

## Discografía

### Con Boogie Down Productions
- Criminal Minded (1987)
- By All Means Necessary (1988)
- Ghetto Music: The Blueprint of Hip Hop (1989)
- Edutainment (1990)
- Live Hardcore Worldwide (1991)
- Sex and Violence (1992)

### En solitario
- Return of the Boom Bap (1993)
- KRS One (1995)
- I Got Next (1997)
- The Sneak Attack (2001)
- Spiritual Minded (2002)
- Prophets Vs. Profits (2002)
- The Mix Tape (2002)
- Kristyles (2003)
- D.I.G.I.T.A.L. (2003)
- Keep Right (2004)
- Life (2006)
- Hip Hop Lives (con Marley Marl) (2007)
- Adventures In Emceein (2008)
- Maximum Strength (2008)
- Survival Skills (con Buckshot) (2009)
- Never Forget (2013)
- Now here this (2015)
- The World is Mind (2017)
- "Street Light" ( 2019)

### Álbumes de compilación
- A Retrospective (2000)
- Best of B-Boy Records (2001)

### Obras
- El Evangelio del Hip Hop (2009)

### Colaboraciones
- B-boy 2000 Crazy Town